# Evan Clouse
Evan Clouse, né le 6 novembre 1999, est un coureur cycliste américain, membre de l'équipe continentale Interpro Cycling Academy.

## Biographie
En 2019, il rejoint l'équipe continentale asiatique Interpro Cycling Academy dirigée par l'ancien coureur professionnel français Damien Garcia.